# Rainier Fog
Albums de Alice in Chains
The Devil Put Dinosaurs Here
(2013)
Singles
1. The One You Know
Sortie : 3 mai 2018
2. So Far Under
Sortie : 27 juin 2018
3. Never Fade
Sortie : 10 août 2018

Rainier Fog est le sixième album studio du groupe de rock américain, Alice in Chains. Il est sorti le 24 août 2018 sur le label BMG et a été produit par Nick Raskulinecz. Le titre de l'album vient du nom du volcan Mount Rainier qui culmine au-dessus de la région de Tacoma et est visible depuis Seattle. C'est un hommage à la première vague de groupes grunges qu'enfanta Seattle à la fin des années 1980 dont Alice in Chains faisait partie en compagnie de Nirvana, Soundgarden, Mudhoney, Mother Love Bone ou Screaming Trees.

## Historique

### Enregistrement
Le 12 juin 2017, le groupe s'installe dans le Studio X (anciennement Studio Bad Animals) de Seattle, là où fut enregistré leur dernier album studio avec Layne Staley en 1995. Il y enregistre la majeure partie de ses nouvelles compositions. La suite des sessions d'enregistrement, principalement avec William DuVall et Jerry Cantrell, se déroule à Franklin, non loin de Nashville, dans le studio personnel de leur producteur Nick Raskulinecz. Ces sessions sont consacrées à l'enregistrement du chant et des solos de guitares. Pendant ces sessions, Jerry prend une semaine de repos pour se rendre à Cabo San Lucas, fêter l'anniversaire de son ami Sammy Hagar. Malheureusement, il y mange quelque chose que son organisme ne supporte pas et tombe malade. Malgré un traitement aux antibiotiques, que son corps rejette, il doit rentrer chez lui en Californie pour une période de six semaines de repos et c'est dans la salle de séjour de sa maison que Jerry finit d'enregistrer, avec l'ingénieur du son Paul Figueroa, son chant et ses solos de guitare. Pour compléter l'album, quelques enregistrements complémentaires sont effectués dans les studios Henson Recordings de Los Angeles et studio JOHC de Pasadena où se déroule aussi le mixage.

### Réception
L’album entre directement à la 12e place du classement du Billboard 200 aux États-Unis, ce qui représente la vente d’environ 29 000 albums la semaine de sa sortie, et se classe à la première place de trois charts du billboard Magazine : Top Rock albums, Alternative albums et Hard rock albums.
En Europe, il se classe dans le top 10 en Suisse (3e), Autriche (6e), Finlande (7e), Allemagne et Espagne (8e) et Royaume-Uni ()9e. 
Les singles, The One You Know, sorti le 3 mai 2018, et Never Fade, sorti le 10 août 2018 se classent respectivement à la 9 et 10e du Top Mainstream Rock Tracks aux USA. So Far Under, sorti le 27 juin 2018, ne se classe pas dans les charts.

## Liste des titres
| No  | Titre                | Auteur                           | Durée |
| --- | -------------------- | -------------------------------- | ----- |
| 1.  | The One You Know     | Jerry Cantrell                   | 4:49  |
| 2.  | Rainier Fog          | Cantrell                         | 5:01  |
| 3.  | Red Giant            | Cantrell, Mike Inez, Sean Kinney | 5:25  |
| 4.  | Fly                  | Cantrell, Kinney                 | 5:18  |
| 5.  | Drone                | Cantrell, Inez, Kinney           | 6:30  |
| 6.  | Deaf Ears Blind Eyes | Cantrell                         | 4:44  |
| 7.  | Maybe                | Cantrell                         | 5:36  |
| 8.  | So Far Under         | William DuVall                   | 4:33  |
| 9.  | Never Fade           | Cantrell, DuVall                 | 4:40  |
| 10. | All I Am             | Cantrell                         | 7:15  |

## Musiciens
Alice in Chains
- Jerry Cantrell: chant, guitare solo
- William DuVall: chant, guitare rythmique, solo de guitare sur So Far Under
- Mike Inez: basse
- Sean Kinney: batterie, percussions

Musicien additionnel
- Chris DeGarmo: guitare acoustique sur Drone

## Charts
| Pays                                  | Meilleure position |
| ------------------------------------- | ------------------ |
| Allemagne (Media Control AG)          | 8                  |
| Australie (ARIA)                      | 15                 |
| Autriche (Ö3 Austria Top 40)          | 6                  |
| Belgique (V) Ultratop                 | 32                 |
| Belgique (W) Ultratop                 | 13                 |
| Canada (Billboard)                    | 11                 |
| Espagne (Promusicae)                  | 8                  |
| Finlande (Suomen virallinen lista)    | 7                  |
| Italie (FIMI)                         | 27                 |
| Norvège (VG-lista)                    | 20                 |
| Nouvelle-Zélande (RIANZ)              | 23                 |
| Pays-Bas (Mega Album Top 100)         | 30                 |
| Portugal (AFP)                        | 12                 |
| Royaume-Uni (OCC)                     | 9                  |
| Royaume-Uni (UK Rock and Metal Chart) | 1                  |
| Suède (Sverigetopplistan)             | 19                 |
| Suisse (Schweizer Hitparade)          | 3                  |

| Chart              | Durée du classement | Meilleure position |
| ------------------ | ------------------- | ------------------ |
| Billboard 200      | 2 semaines          | 12e                |
| Alternative albums | 3 semaines          | 1er                |
| Hard rock albums   | 3 semaines          | 1er                |
| Rock albums        | 3 semaines          | 1er                |
| Independent albums | 18 semaines         | 2e                 |

### Charts singles
| Date sortie  | Single           | Chart                  | Durée du classement | Position |
| ------------ | ---------------- | ---------------------- | ------------------- | -------- |
| 3 mai 2018   | The One You Know | Mainstream Rock Tracks | 17 semaines         | 9e       |
| 3 mai 2018   | The One You Know | Hot Rock Songs         | 2 semaines          | 36e      |
| 10 août 2018 | Never Fade       | Mainstream Rock Tracks | 14 semaines         | 10e      |
| 10 août 2018 | Never Fade       | Canada Rock            | 1 semaine           | 47e      |